# Anna Le Moine
Anna Le Moine (* 30. Oktober 1973 in Sveg als Anna Bergström, früher auch bekannt als Anna Svärd) ist eine schwedische Curlerin.
Sie gehört dem Härnösands Curlingklubb an und spielt im Team von Skip Anette Norberg auf der Position des Lead. Nebenberuflich arbeitet sie als Verkehrsplanerin.
Seit ihrem Debüt hat Le Moine schon 4 Mal die Europameisterschaft und 2 Mal die Weltmeisterschaft im Curling gewonnen.
Als Lead des schwedischen Curlingteams mit Skip Anette Norberg, Third Eva Lund, Second Cathrine Lindahl und Alternate Ulrika Bergman gewann Le Moine 2006 die olympische Goldmedaille in Turin. Im Finale setzte sich die Mannschaft mit 7:6 Steinen gegen die Schweiz durch. 2010 gewann sie mit demselben Team in Vancouver zum zweiten Mal Gold bei Olympischen Winterspielen. Im Finale schlugen sie die Kanadierinnen um Skip Cheryl Bernard mit 7:6 nach einem gestohlenen Stein im Zusatzend.
Ihre jüngere Schwester Kajsa Bergström ist ebenfalls eine erfolgreiche Curlerin.
Le Moine war in der Grundschule in derselben Klasse wie die Biathlon-Olympiasiegerin Anna Carin Olofsson.

## Erfolge
- Olympische Winterspiele: Gold 2006, Gold 2010
- Weltmeisterschaften: Gold 2005, Gold 2006
- Europameisterschaften: Silber 1999, Gold 2003, Gold 2004, Gold 2005, Gold 2007, Silber 2008
- Junioren-Weltmeisterschaften: Bronze 1994, Silber 1995